# PGC 16
PGC 16 je spiralna galaksija v ozvezdju Rib. Njen navidezni sij je 15,02m. Od Sonca je oddaljena približno 73,9 milijonov parsekov, oziroma 241,03 milijonov svetlobnih let.